# 조병화
조병화(趙炳華, 1921년 5월 2일~2003년 3월 8일)는 대한민국의 시인이다.
본관은 한양(漢陽)이고 아호(雅號)는 편운(片雲)이며 경기도 안성에서 출생하였다. 1940년 경성사범학교 졸업을 거쳐 이듬해 1941년 일본으로 건너가, 1944년 일본 도쿄 고등사범학교 물리화학과에서 전문학사 학위를 취득하고 귀국하였다. 1945년 8·15 광복(을유 해방) 후 경성사범학교(1945~1946), 제물포고등학교(1947~1948), 서울고등학교(1948~1955)의 교사를 지냈다. 1949년 시집 《버리고 싶은 유산》으로 문단에 등장하였다. 그는 도회인의 애상을 평이한 수법으로 노래하여 많은 사람들의 공감을 불러일으켰다. 1955년 중앙대학교 강사, 1957년 이화여자대학교 강사 등을 거쳐 훗날 경희대학교 문리과대학 학장, 경희대학교 교육대학원장, 세계시인대회장, 세계시인대회 대한민국 국제 이사장, 대한민국 예술원 회장, 한국문인협회 이사장, 한국시인협회 명예 계관시인, 인하대학교 명예교수 등을 지냈다. 1959년 아시아 자유문학상 등을 비롯하여 국민훈장 동백장, 모란장, 서울시 문화상, 3·1 문화상, 예술원상, 대한민국 문학상, 금관 문화훈장 등을 받았다.
시집으로 《하루만의 위안》, 《인간고도》, 《밤의 이야기》, 《시간의 숙소를 더듬어서》, 《공존의 이유》, 《남남》 등이 있다.
2003년 3월 8일 별세했다. 향년 83세.

## 학력
- 경성사범학교 졸업
- 일본 도쿄 고등사범학교 물리화학과 전문학사

### 명예 박사 학위
- 인하대학교 명예 문학박사
- 캐나다 빅토리아 주립대학교 명예 문학박사

## 가족 관계
- 아내: 김준(金俊, 1924년 ~ 1998년) - 내과 의사. 경성여자의학전문학교[1] 학사 출신.
  - 슬하 1남 3녀

## 상훈과 추모
- 1959년 아세아 자유 문학상
- 1974년 한국시인협회상
- 1981년 서울시문화상
- 1985년 대한민국예술원상
- 1986년 국민훈장 모란장
- 1990년 3.1문화상
- 1992년 대한민국문학대상
- 1996년 대한민국금관문화훈장
- 1997년 5·16민족상

## 같이 보기
- 조병화시인기념사업회